# ギャーニー・ジャイル・シン
ギャーニー・ジャイル・シン（英語: Giani Zail Singh、1916年5月5日 - 1994年12月25日）は、インドの政治家。同国第7代大統領（在任：1967年5月13日 - 1969年5月3日）。内務大臣、パンジャーブ州首相を歴任した。

## 経歴
1916年5月5日にサンドファンで生まれた。シンはインド国民会議と提携した組織での政治活動により、1938年から1943年にかけて独房監禁の判決を受けた。
1982年7月25日にインドの第7代大統領に就任した。
シンは1994年11月29日にパンジャーブ州ロパール地区のキラトプル・サーヒブで車がトラックと衝突し、交通事故で重傷を負った。チャンディーガルの医学教育研究大学院に入院したが、そこで1994年12月25日に78歳で死去した。